# Duh (Album)
Duh ist das Debüt-Album der kalifornischen Punkrockband Lagwagon. Es erschien am 1. Oktober 1992 als erstes Album bei Fat Wreck Chords.

## Cover
Das Cover zeigt einen untersetzten Jungen in blau. Er sitzt in einem großen violetten Sessel und starrt mit offenem Mund und mit zu Spiralen verdrehten Augen (in Comics als Andeutung für Hypnose verwendet) auf den Fernsehapparat. In der Hand hält er ein Dosengetränk, auf dem die Endung „-ke“ (vielleicht "Coke") zu sehen ist. Oben auf dem Cover steht in Großbuchstaben der selbstgezeichnete Bandname.
Auf der Rückseite sieht man die Titelliste und daneben ein Schwarzweiß-Foto der Bandmitglieder, die neben einem großen breiten Auto (vermutlich das Fahrzeug auf dem der Bandname basiert) auf der Bordsteinkante sitzen.

## Album
Im Vorfeld erschien die 2-Lieder-EP Tragic Vision/Angry Days, die die ersten aufgenommenen Lieder von Duh enthält und von der Fat Wreck Chords sagen, dass sie noch nicht einmal selbst eine Aufnahme davon besitzen.
Duh ist das erste Album, das auf dem Label von Fat Mike, dem Sänger der Band NOFX, Fat Wreck Chords veröffentlicht wurde. Das Album wurde in drei Tagen im West Beach Studio in Hollywood von Fat Mike aufgenommen und gemischt. Bis heute wurde jedes Album von Lagwagon bei Fat Wreck Chords veröffentlicht.
Die meisten Lieder haben einen schnellen, für Lagwagon typischen Skatepunk-Rhythmus. Eine Ausnahme bildet beispielsweise das Lied Bad Moon Rising (Ein Cover der Band Creedence Clearwater Revival) in dem sich Elemente des Country und eines sehr schnellen Skatepunk vermischen. Auch ein Cover der Titelmelodie der beliebten Zeichentrickserie Inspector Gadget ist enthalten.
Von Duh erschien eine limitierte Auflage von nur 524 Stück auf farbigem Vinyl.

## Titelliste
1. Tragic Vision – 2:34
2. Foiled Again – 1:34
3. Bury the Hatchet – 2:46
4. Angry Days – 3:14
5. Noble End – 1:39
6. Child Inside – 2:10
7. Bad Moon Rising – 1:49
8. Beer Goggles – 2:44
9. Inspector Gadget – 0:25
10. Parent’s Guide to Living – 1:46
11. Mr. Coffee – 2:16
12. Of Mind and Matter – 2:45
13. Stop Whining – 2:36
14. Lagwagon – 2:50

## Rezeption
Mike DaRonco von Allmusic vergibt vier von fünf Sternen. Er hält die Kompositionen für textlich und strukturell zu reif für einen NOFX-Klon („Lyrically and structurally, the songwriting has more of a mature edge“) und ordnet Duh als ein Frühwerk der Band ein, welches auf die noch folgenden Arbeiten hinweist („it is a hint of better things to come“).